# Малян, Гурген Гукасович
Гурген Гукасович Малян (20 июля 1910, Тифлис — 26 июня 1951, Москва) — советский архитектор.

## Биография

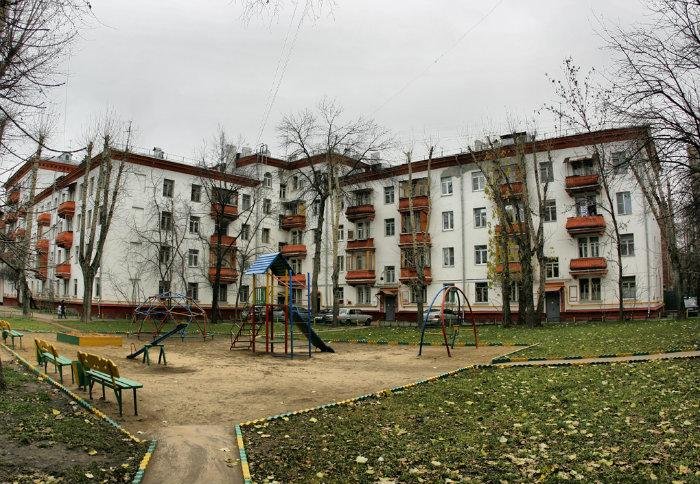
Квартал в Перове

Гурген Малян родился 20 июля 1910 года в Тифлисе (ныне Тбилиси, Грузия). В 1929 году окончил школу в Тифлисе и стал работать художником-иллюстратором в детском журнале. Также работал художником-декоратором в армянском Государственном театре драмы, где помогал своему отцу с эскизами плакатов, трафаретов и в росписи стен.
В 1932—1937 годах учился в Московском архитектурном институте (МАРХИ). Защитил дипломный проект на тему «Дом пионеров на стрелке Москва-реки». В этом проекте Дом пионеров предполагалось разместить на треугольном участке. Ось треугольника являлась осью всей композиции. Вдоль неё размещались небольшая скульптура, затем открытый в сторону Москвы-реки амфитеатр и наконец здание Дома пионеров. В центральной его части размещался высотный объём с четырёхколонным портиком.
В 1937—1940 годах работал в ВЦСПС. В 1939 году вступил в Союз архитекторов СССР и в КПСС. В 1940—1941 годах работал в особой группе И. В. Жолтовского при Военпроекте. В конце 1930-х годов совместно с архитекторами Э. Б. Бернштейном и Л. З. Рохваргером под руководством И. В. Жолтовского выполнил проект Молодёжного санатория для города Комсомольска-на-Амуре.
Принимал участие в Великой Отечественной войне. Служил в инженерно-сапёрной бригаде в звании старшего техника-лейтенанта. Награждён орденом Красной Звезды и медалью «За победу над Германией в Великой Отечественной войне 1941—1945 гг.». В 1944 году работал в ГлавАПУ аэродромной службы НКВД.
С 1945 года до конца жизни Г. Г. Малян работал в проектно-изыскательном управлении Нефтестроя. В 1945—1949 годах под руководством И. В. Жолтовского в соавторстве с М. В. Лисицианом спроектировал и построил жилые кварталы малоэтажных домов в Москве на Перовом поле и в Измайлове. В феврале 1949 года на выставке в Центральном доме архитектора проекты этих кварталов были подвергнуты резкой критике за то, что их архитектура «не имеет ничего общего с нашим советским временем». Архитектор В. В. Ауров же напротив писал, что «в этих постройках отмечается подлинная монументальность, гуманность идей, воплощённых в художественные образы».
Умер в Москве 26 июня 1951 года. Похоронен на Армянском кладбище (5 участок).